# دوره جاکوبین

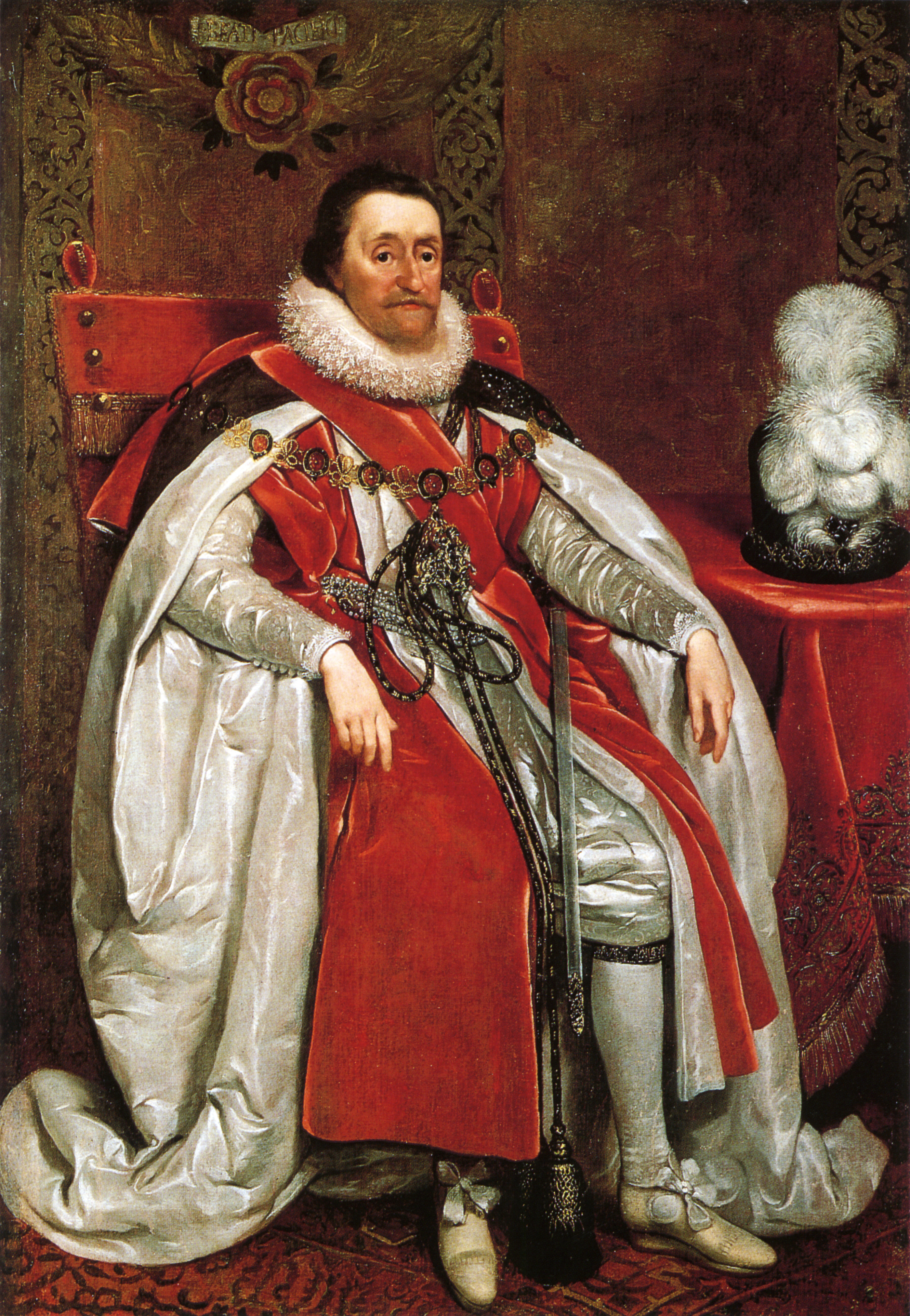
جیمز اول

دورهٔ جاکوبین (به انگلیسی: Jacobean era) و شاه جیمز از سال ۱۶۰۳ شروع می‌شود و در ۱۶۲۵ پایان می‌پذیرد و وارد دورهٔ بعدی یعنی دورهٔ کارولین (منسوب به سلطنت ِ چارلز اوّل) (به انگلیسی: Caroline era) می‌شود. این دوره دورهٔ پادشاهی جیمز اول است؛ و به نام او زده شده‌است. وجه ِ این نامگذاری آن است که نام ِ جیمز مأخوذ از یاکوب در زبان لاتین است.
دورهٔ اول این عصر متأثر از دورهٔ الیزابت است. (مخصوصا در زمینهٔ ادبیات و تئاتر) این عصر به رشد واقع گرایی در هنر و شک و تردید در عقیده‌ها معروف است.
عصر جاکوب، دورهٔ شگفتی برای نمایش، متون ادبی و شعر است. در قلهٔ این دست‌آوردها، ویلیام شکسپیر، جان فلتچر، جورج چپمن، جان وبستر، تامس میدلتون، فیلیپ مسینجر و بن جانسن قرار دارند.